# Гельмут фон Панвіц
Ге́льмут фон Па́нвіц (нім. Helmuth von Pannwitz; 14 жовтня 1898 — 16 січня 1947) — німецький військовий діяч, кавалерист.
Брав участь у Першій та Другій світових війнах. Верховний Похідний Отаман Козачого Стану, генерал-лейтенант Вермахту. Группенфюрер СС і генерал-лейтенант Ваффен-СС. Лицар-іоанніт.

## Біографія

Родинний герб фон Панвіців

### Дитинство
Гельмут Панвіц народився 14 жовтня 1898 року у пруському королівському маєтку Боцановіц, Східна Силезія. Він був другою дитиною в сім'ї пруського лейтенанта у відставці Вільґельма Панвіца, який колись командував 14-им пруським гусарським полком, та його дружини Герти фон Панвіц (до одруження фон Ріттер). Вільґельм Панвіц вільно володів російською мовою та був прихильником укладання німецько-російського військового союзу. Рід Панвіців — старовинний офіцерський прусський рід, що володів маєтками у Бранденбурзі, Пруссії та в Силезії. Перша письмова згадка про Панвіців датується 1276 роком, в грамоті на право володіння земельною ділянкою, що була надана невеликому монастиреві в Саксонії від одного з фон Панвіців.
Як і більшість німецьких родів з Силезії (наприклад, фон Тірпіци чи фон Манштейни), Панвіци мали в собі велику частку слов'янської крові. Рід Панвіців постачав до пруської армії величезну кількість офіцерів, серед яких є й генерали. Крім чоловіків з роду Панвіців, жінки також були досить впливовими особами. Біля маєтку Панвіців у Силезії, де провів своє дитинство Гельмут, протікала ріка Лісварт, яка слугувала кордоном між Німецькою та Російською імперіями. На російському боці річки розташовувалася прикордонна застава, де служили козаки. Гельмут, разом із двома братами ходили до частини річки, де купали своїх коней козаки. Брати проводили в них багато часу, вчилися верховій їзді, стрільбі, полюванню та майстерності бою на шаблях. Окрім бойових навичок, козаки навчили малого Гельмута козацьких пісень, грі на народних інструментах. Гельмут проводив більше часу з козаками в казармах, ніж у себе в маєтку, тож не дивно що на нього життя козаків справило величезне враження. Упродовж усього свого подальшого життя, Гельмут фон Панвіц був так чи інакше пов'язаний із козаками.

### Участь у Першій світовій війні
У 1910 році, коли Гельмутові фон Панвіцу було 12 років, його зарахували до Вальштатського кадетського корпусу в Нижній Силезії, а у 1914 році він був переведений до Головного кадетського корпусу в Берліні. Під час вихідних, Гельмут повертався додому, себто маєтку в Силезії. Він продовжував підтримувати дружбу з козаками. У березні 1915 році за особливі заслуги був підвищений у званні до лейтенанта. За проявлену хоробрість та відвагу у боях, 16 вересня 1915 року був приставлений до нагороди Залізним хрестом другого ступеня. За хоробрість у боях упродовж 1916–1917 років у Карпатах Гельмута фон Панвіца було нагороджено Залізним хрестом першого ступеня. Вилікувавшись після отриманих поранень, служив у штабі Фріца фон Белова.

### Міжвоєнний період
Після закінчення Першої світової війни захищав східні кордони Німеччини від більшовиків та поляків у рядах «добровольчих корпусів». 10 березня 1920 року був демобілізований через поранення. Після демобілізації, Гельмут фон Панвіц поїхав до Угорщини, але через рік повернувся в Силезію. Однак на той час вона була підконтрольна Польщі як її область Познань (нім. Posen, пол. Poznań), згідно з Версальським договором. Гельмут залишився в Польщі, де працював управителем маєтку княгині Радзивілл, який розташовувався поблизу Варшави. Робота в маєтку допомогла Гельмуту краще збагнути слов'ян, їхній менталітет, традиції та звичаї. На відміну від багатьох німецьких офіцерів, фон Панвіц не мав ненависті по відношенню до них, а крім того вивчив слов'янські мови, як-от польську (Панвіц володів нею на рівні з німецькою) та російську. Під час своєї роботи в маєтку Радзивіллів, фон Панвіц познайомився з багатьма білими офіцерами.
У 1920 році, за сприяння фон Секта розпочинаються контакти між вищими військовими діячами Веймарської республіки та Росії. Метою Секта було повалення влади комуністів у СРСР, а також спробою «розібратися з польським питанням». Точку зору Секта підкріплювали польські повстання в Силезії, у 1919, 1920 та 1921 роках. Вирішити польське питання тоді було неможливо, адже у Верхній Силезії стояли окупаційні англійські, французькі та італійські війська. Крім того, збройні сили переможеної Німеччини як за кількістю, так і за технічним оснащенням значно поступалися польським. За твердженням деяких учасників німецько-радянської війни, у 1925 році фон Панвіца було завербовано як агента НКВС.
У 1933 році, фон Панвіц повернувся до Німеччини, де до влади прийшов Адольф Гітлер зі своєю партією. Гельмут сподівався що знайде роботу за своєю спеціальністю — у збройних силах. 1 січня 1935 року, фон Панвіц вступив до 7-го кавалерійського полку у Бреслау (нім. Breslau, пол. Wrocław), де навчав резервістів. Одразу після вступу, Панвіца перевели до 2-го кавалерійського полку в Ангербурзі (Східна Пруссія), де він служив капітаном. Фрідріх фон Мелентін, німецький офіцер згадував у своїх мемуарах фон Панвіца як «природженого лідера».

### Друга світова війна
У 1938 році, фон Панвіца було підвищено до звання майора. Після аншлюсу, майора фон Панвціа було призначено командувачем 11-го кавалерійського ескадрону, що базувався в Штокерау, поблизу Відня. З початком Другої світової війни у 1939 році, кавалерійський ескадрон Панвіца було прикомандовано до моторизованого батальйону 45-ї піхотної дивізії Вермахту. За особливі заслуги під час Польської кампанії, фон Панвіц отримав репліки до Залізного хреста II (23 вересня 1939 року) та I ступеня (5 жовтня 1939 року).
На початку німецько-радянської війни, ескадрон фон Панвіца було відправлено на фронт. Ескадрон форсував річку Буг у Брест-Литовську, та супроводжував передові німецькі частини. Німецьке командування відзначило професіоналізм та хоробрість фон Панвіца, надавши йому Лицарський хрест Залізного Хреста та звання підполковника 4 вересня 1941 року. 8 липня, частини під командуванням Гельмута фон Панвіца зустрілися з гнітючими силами Червоної армії, однак майор зміг вивести ескадрон з оточення. У період з 22 червня до листопада 1941 року, кавалерійський ескадрон Панвіца втратив лише 22 людини вбитими. За вдале керування військами, фон Панвіца було приставлено до нагороди Дубовим листям до Залізного хреста. Незадовго до номінування, підрозділ фон Панвіца було переведено до складу 6-ї армії під командуванням Вальтера фон Райхенау. Штаб фон Райхенау, відзначаючи виняткові вміння фон Панвіца, розробив спеціальний план, де кінні частини мали б брати активну участь у бойових діях. Однак, перечитавши план, фон Панвіц попросив пояснити йому, яким чином відправка кавалерії на передову наблизить Німеччину до перемоги. Панвіц завжди керувався принципом «Максимальні здобутки за мінімальних утрат», тому відмовився взяти командування цією операцією. За клопотанням штабу 6-ї армії, фон Панвіца так і не було нагороджено Дубовим листям.

Гельмут фон Панвіц у німецькій уніформі

Наприкінці 1941 року, здоров'я підполковника фон Панвіца різко погіршилося через тривале перебування на холоді. Застуда, ускладнена пневмонією змусила Панвіца залишити командування своїми частинами. 1 грудня 1941 року, фон Панвіца було переведено до Головного штабу Вермахту, де він виконував обов'язки радника з питань командування мобільними військами. Під час своєї роботи в штабі, фон Панвіц за особистою ініціативою розробив план, за яким пропонувалось організувати військові частини з різних національностей СРСР. Гельмут відзначив, що німецькі війська активно використовували працю Хіві, як водіїв, вантажників, кухарів. Частини, які пропонував створити Панвіц мали б воювати з партизанами на окупованих Німеччиною територіях. На його думку, населення СРСР мало би брати активну участь у звільненні їхньої країни. Усю свою увагу Панвіц сконцентрував на козаках, які на той час розгорнули свою діяльність на теренах Кубані та Дону.
Оскільки Гельмут знав козаків особисто з раннього дитинства, він вважав що вони будуть ідеальними союзниками. Фон Панвіц був чудово обізнаний з історії, і знав, що після встановлення більшовицької влади, козацтво було репресоване та позбавлене своїх прав та привілеїв. Як уже зазначалося, Панвіц чудово знав слов'ян і знав польську та російську мови. Козаки справили враження на Адольфа Гітлера, заслуживши в його очах репутацію безстрашних воїнів. Мобілізація козаків до німецької армії була дозволена, після виходу наукового дослідження в Німеччині, де про козаків було сказано що «Вони не українці, і не росіяни. Козаки набагато старіший народ, який завжди був незалежним від слов'ян». Погляди Панвіца також розділяли Курт фон Цейтлер (теж лицар-іоаніт), який на той час змінив Франца Гальдера на посаді Начальника штабу сухопутних сил Третього Рейху, фон Кляйст, генерал Кестрінґ та Шенк фон Штауффенберґ, організатор замаху на Адольфа Гітлера.
Восени 1942 року, фон Панвіц перебував на Кубані з візитом, аби розпочати підготовку для створення козацьких військових частин. Там він прийняв командування обороною на відтинку німецько-радянського фронту. В листопаді 1942 року частини під командуванням фон Панвіца знищили радянські 61-шу дивізію, 81-шу кавалерійську дивізію та радянську стрілецьку дивізію. За свої заслуги та вдале командування фон Панвіц отримав «Дубове листя» до Лицарського хреста (№ 167, 23 грудня 1942 року) та вищу румунську військову нагороду — орден Михая Хороброго.

Гельмут фон Панвіц із православними священиками

У 1943 році фон Панвіц отримав звання генерал-майора. З жовтня 1943 року козачі частини під його проводом брали участь у боях у Хорватії проти партизанів Йосипа Тіто. У тому ж році фон Панвіц отримав хорватський орден «Звонімір» першого ступеня із зіркою. В грудні 1944 козацькі частини під проводом Панвіца формально перейшли під управління СС, однак в знак протесту, він і надалі продовжував носити козачу військову форму — черкеску з газирями.

Гельмут фон Панвіц із Борисом Набоковим

У 1944 року фон Панвіцу надали звання генерал-лейтенанта. У грудні того ж року козаки фон Панвіца розгромили частини 10-го корпусу НВАЮ (Народно-визвольної армії Югославії). У 1945 році фон Панвіца було одноголосно обрано Верховним Похідним отаманом Козачого Стану. Він також усиновив російського хлопчика Бориса Набокова.
Наприкінці війни Корпус Панвіца нараховував до 20 тис. солдатів. Усвідомлюючи, що чекає козаків у випадку взяття їх до полону радянськими військами, фон Панвіц вирішує пробиватися до Каринтію (Австрія), британську окупаційну зону. Козаків було інтерновано, а фон Панвіца, як німецького офіцера відпустили. Панвіц увесь час відвідував своїх солдатів у таборах для інтернованих. 24 травня він отримав від англійців обіцянку не видавати їх владі СРСР. Однак, порушуючи домовленості, англійці видали козаків у Лієнці. Фон Панвіц оголосив про своє бажання розділити долю виданих. Страчений у ніч з 15 на 16 січня 1947 року в Москві.

## Нагороди

### Перша світова війна
- Залізний хрест
  - 2-го класу (16 вересня 1916)
  - 1-го класу (27 січня 1917)
- Чорний нагрудний знак «За поранення»

### Міжвоєнний період
- Сілезький Орел
  - 2-го ступеня (1920)
  - 1-го ступеня (14 червня 1921)
- Орден Святого Йоанна (Бранденбург), почесний лицар
- Почесний хрест ветерана війни з мечами (20 грудня 1934)
- Медаль «За вислугу років у Вермахті» 4-го класу (4 роки) (2 жовтня 1936)

### Друга світова війна
- Застібка до Залізного хреста
  - 2-го класу (23 вересня 1939)
  - 1-го класу (5 жовтня 1939)
- Нагрудний знак «За участь у загальних штурмових атаках» (18 липня 1941)
- Сертифікат Пошани Головнокомандувача Сухопутних військ Вермахту (18 липня 1941)
- Відзнака для східних народів 2-го класу в сріблі
- Лицарський хрест Залізного хреста з дубовим листям
  - Хрест (№467; 4 вересня 1941) — як оберст-лейтенант і командир розвідувального батальйону 45-ї піхотної дивізії.
  - Дубове листя (№167; 23 грудня 1942) — як оберст і командир бойової групи «фон Паннвіц».
- Медаль «За зимову кампанію на Сході 1941/42»
- Орден Корони короля Звоніміра з зіркою і мечами (Хорватія)
- Орден Михая Хороброго 3-го класу (Румунія) (7 травня 1943)